# Suffasia keralaensis
Suffasia keralaensis là một loài nhện trong họ Zodariidae.
Loài này thuộc chi Suffasia. Suffasia keralaensis được Sudhikumar, Rudy Jocqué & Sebastian miêu tả năm 2009.